# Kuncz Ödön
Kuncz Ödön (Arad, 1884. január 18. – Budapest, 1965. március 19.) jogász, közgazdász, a Magyar Tudományos Akadémia levelező tagja. Tudományos munkássága a jogtudomány és üzemgazdaságtan határterületére, a gazdasági és kereskedelmi jogra irányult, közreműködött több hitelügyi és váltótörvény kodifikációjában. Kuncz Ignác (1841–1903) jogtudós és Kunz Jenő (1844–1926) jogtudós, szociológus unokaöccse, Kuncz Aladár (1885–1931) író, lapszerkesztő bátyja.

## Életútja
A kolozsvári piarista gimnázium elvégzését (1901) követően jogi tanulmányokat folytatott a kolozsvári Ferenc József Tudományegyetemen, itt szerezte meg jog- és államtudományi doktori oklevelét 1907-ben. Sub auspiciis regis („királygyűrűvel”) avatták doktorrá. Ezt követően a fővárosba költözött és bírósági szolgálatba lépett, 1908-ig a budapesti kereskedelmi- és váltótörvényszéken végzett joggyakorlatot aljegyzőként. 1908-ban sikeres ügyvédi vizsgát tett, majd 1908–1909-ben tanulmányúton járt Berlinben, Drezdában és Hamburgban. Hazatérését követően, 1909-től a budapesti kereskedelmi és váltótörvényszéken folytatta a munkát mint főjegyző. 1910 és 1913 között a budapesti királyi ítélőtáblán tevékenykedett tanácsjegyzőként, 1913-ban pedig fogalmazó és hiteljogi referens volt az igazságügyi minisztérium törvény-előkészítő osztályán.
1911-ben habilitált a kolozsvári Ferenc József Tudományegyetemen a kereskedelmi jog magántanáraként, 1914-től pedig mint a kereskedelmi és váltójog nyilvános rendkívüli tanára oktatott a tanintézményben. 1914–1915 során részt vett a Kárpátokban vívott első világháborús harcokban, majd visszatért kolozsvári egyetemi katedrájához, ahol 1916-tól nyilvános rendes tanárként folytatta az oktatótevékenységet. 1919-ben Budapestre költözött, s 1920-tól 1928-ig a budapesti József Műegyetem közgazdaság-tudományi karán, 1928-tól 1949-es kényszernyugdíjazásáig a Pázmány Péter Tudományegyetemen oktatott a kereskedelmi és váltójog nyilvános rendes tanáraként. 1933–1934-ben, majd 1943–1944-ben a jog- és államtudományi kar dékánja volt.

## Munkássága
Munkássága elsősorban a kereskedelmi jog elméleti művelésére és gyakorlati (törvény-előkészítői) alkalmazására irányult. Behatóan foglalkozott a szövetkezetek, korlátolt felelősségű társaságok és részvénytársaságok vagyoni, személyi és szervezeti viszonyait szabályozó szövetkezeti joggal, a váltó- és részvénykibocsátás jogi hátterével, a tisztességtelen versenyt megelőző jogelemekkel (pl. versenyjog, hitelrontás), biztosítási joggal, továbbá a számviteli fegyelmet biztosító mérlegvalódiság elvével és a könyvszakértői vizsgálat módszertanával.
Pályája során igazságügy-, valamint pénzügy-minisztériumi felkérésre szakértőként működött közre több fontos rendelet és törvény, így például a pénzintézeteknél elhelyezett betétek és letétek után lerovandó vagyonváltságról (1921. évi XV. tc.), a tisztességtelen versenyről (1923. évi V. tc.), a korlátolt felelősségű társaságokról és csendestársaságokról (1930. évi V. tc.) alkotott törvények, illetve a részvénytársaságok számára infláció esetén a részvényösszevonást lehetővé tevő 1925. évi ún. pengőmérleg-rendelet megszövegezésében.
Kereskedelmi jogi monográfiája (A magyar kereskedelmi és váltójog vázlata I–II., 1921–1922) mellett számos törvénymagyarázatot adott közre. 1918 és 1928 között szerkesztette, majd 1929-től 1944-ig főszerkesztője volt a Kereskedelmi Jog című szakfolyóiratnak. Emellett főszerkesztője volt a Gazdasági Jog, szerkesztőbizottsági elnöke a Magyar Szövetkezés és a Hites Könyvvizsgáló című lapoknak. Szerzőként közreműködött a Szladits Károly-féle ötkötetes Magyar magánjog (1939) című monográfia megírásában.

## Társasági tagságai és elismerései
1930-ban a Magyar Tudományos Akadémia levelező tagjává választották, de az Akadémia 1949-es átszervezésekor tanácskozó taggá minősítették. Akadémiai levelező tagságát csak 1989-ben – posztumusz – állították vissza. Emellett számos egyéb testületi tagságot betöltött: 1925-től a Magyar Iparjogvédelmi és Szerzői Jogi Egyesület alelnöke, 1935-től 1939-es megszűnéséig társelnöke, 1929-től a Magyar Jogászegylet Gazdaságjogi Intézetének igazgatója és hiteljogi szakosztályának elnöke, valamint a Német–Magyar Kereskedelmi Kamara választott bíróságának elnöke, a Hites Könyvvizsgálókat Vizsgáztató Bizottság ügyvezető elnöke, a Szövetkezeti Gazdálkodás Nemzetközi Intézetének (Institut international d’études cooperatives) főtitkára volt.
Tudományos és jogalkotói munkásságáért 1940-ben a Magyar Érdemrend középkeresztjével tüntették ki.

## Emlékezete
Az Eötvös Loránd Tudományegyetem állam- és jogtudományi karán 2008-ban hozták létre a kutatási, oktatási és stratégiai feladatokat egyaránt ellátó Kuncz Ödön Jogi Tudásközpontot.
A Sapientia Erdélyi Magyar Tudományegyetem kolozsvári Jogtudományi Intézetének perszimulációs termét 2014. május 20-án, a kari tanács egyhangú szavazata alapján, Kuncz Ödönről nevezték el, és a 2014/15-ös tanév megnyitóján avatták fel.

## Főbb művei
- A részvénytársaság védelme igazgatósági tagjainak egyéni érdekeivel szemben. Kolozsvár, 1909
- A felmentésadás a részvényjogban. Budapest, Községi ny., 1909, 80 p.
- Alaptőke-felemelés: Tanulmány a részvénytársasági jog köréből. Budapest, Grill, 1911, 346 p.
- Részvényjogi reformkérdések. Budapest, 1913
- Az osztalékjog és a fiktív osztalék: Tanulmány a részvényjog köréből. Budapest, Politzer, 1913, 136 p.
- A részvénybevonás (amortizáció) és az élvezeti részvény. Budapest, 1913
- A védőjegytörvény új tervezete. Budapest, 1916
- Részvényjogi problémák. Budapest, 1918
- A szövetkezetjog reformja. Budapest, 1920
- A tisztességtelen verseny problémája. 1921
- A magyar kereskedelmi és váltójog vázlata I–II. Budapest, Grill, 1921–1922
- Bevezetés a jogtudományba: Jogi encyklopédia. Pécs–Budapest, Danubia, 1924, 174 p. = Tudományos Gyűjtemény, 7.
- A tisztességtelen verseny: Az 1923: V. törvénycikk magyarázata, kieg. a törvényt végrehajtó rendeletekkel. Budapest, Politzer, 1924, 230 p. (Balás P. Elemérrel)
- Az aranymérleg problémái és rendelettervezet a kereskedők mérlegének aranykoronában készítéséről. Budapest, Athenaeum, 1925, 79 p.
- Aranymérleg: A mérlegvalódiság helyreállításáról szóló 7.000/1925. P. M. számú rendelet és magyarázata. Budapest, Athenaeum, 1926, 144 p.
- Törvénytervezet a részvénytársaságról, a szövetkezetről és a korlátolt felelősségű társaságról. Budapest, Globus, 1926, 454 p.
- A részvényjog reformjáról. Budapest, Franklin, 1927, 22 p.
- A magyar kereskedelmi és váltójog vázlata. Budapest, 1928
- Szövetkezeti jogunk időszerű kérdései. Budapest, Centrum, 1930, 22 p.
- A kartell mint jogi probléma. Budapest, 1930
- A korlátolt felelősségű társaságról szóló törvény (1930: V. tc.) tervezete és indokolása. Budapest, 1930
- Törvénytervezet a részvénytársaságokról. Budapest, Magyar Jogászegylet, 1932, 87 p.
- Közüzemi problémák. Budapest, Székesfőváros, 1933, 52 p. (Magyary Zoltánnal és Hoór-Tempis Móriccal)
- A városi üzemek szervezeti problémája. Budapest, 1933
- Nagy Ferenc r. tag emlékezete. Budapest, Magyar Tudományos Akadémia, 1934, 26 p.
- Törvénytervezet a szövetkezetről. Budapest, Magyarországi Szövetkezetek Szövetsége, 1934, 84 p.
- A trianoni békeszerződés revíziójának szükségessége. Budapest, Egyetemi ny., 1934, 31 p.
- The three first principles at Rochdale. London, 1934
- A rochdalei alapelvek és a szövetkezet jogi fogalma. Budapest, 1935
- Hiteljog I.: A kereskedelmi törvény és joggyakorlata. Budapest, Grill, 1937 (Nizsalovszky Endrével)
- Hiteljog III.: Magyar hiteljog, csődtörvény, váltótörvény, csekktörvény. Budapest, Grill, 1936 (Katona Gáborral)
- Hiteljog IV.: Ipari tulajdon, tisztességtelen verseny, kényszeregyesség, iparjog, törvények, rendeletek, joggyakorlat. Budapest, Grill, 1938. (Nizsalovszky Endrével és Schwartz Tiborral)
- A jog birodalma: Bevezetés a jog- és államtudományba. Budapest, 1937
- Az új német és svájci részvényreform magyar tanulságai. Budapest, Szerző, 1938, 48 p.
- A magyar kereskedelmi és váltójog tankönyve. Budapest, Grill, 1938, 548 p.
- Küzdelem a gazdasági jogért: Kuncz Ödön összegyűjtött kisebb dolgozatai I–II. Budapest, Egyetemi ny., 1939–1941.
- A részvény és a részvényes. Budapest, Magyar Hites Könyvvizsgálók Egyesülete, 1941, 36 p.

## További irodalom
- Kuncz Ödön 30 éves irodalmi munkássága (1907–1937). Budapest, 1938
- Bágyoni Szabó István: Történetek a „két derék” Kuncz fiúról. in: Kortárs